# Kierinsaaret
Kierinsaaret är en ö i Finland. Den ligger i sjön Herajärvi och i kommunen Kontiolax i den ekonomiska regionen  Joensuu ekonomiska region  och landskapet Norra Karelen, i den sydöstra delen av landet, 400 km nordost om huvudstaden Helsingfors. Öns area är 0,5 hektar och dess största längd är 180 meter i sydöst-nordvästlig riktning.  Notera att namnet antyder att det är fråga om flera öar.